# 789
789 (DCCLXXXIX) var ett normalår som började en torsdag i den julianska kalendern.

## Händelser

### Okänt datum
- Ett uppror i Japan leder till ett stort nederlag för kejsare Kammu, samtidigt som torka och hungersnöd råder.
- Rashomon, den största det dåtida Kyotos stadsportar byggs.
- Staden Fes grundläggs av Idris I.

## Födda
- Ziryab, kurdisk polyhistor, musikolog, astronom, botaniker, kosmetolog och modedesigner.

## Avlidna
- 23 februari – Liu Hun, kinesisk kansler.
- 1 april – Li Mi, kinesisk kansler.
- Mauregatus, kung av Asturien.
- Fiachnae mac Áedo Róin, kung av Ulaid.
- Khayzuran, konkubin och mor till en respektive två av Abbasidkalifatets kalifer och de facto medregent 775-789